# Sønderborgvej (Bovrup)
 Sønderborgvej  også kaldet  Bovrup Omfartsvej  er en to sporet omfartsvej der er gå syd om Bovrup.
Omfartsvejen er en motortrafikvej og er en del af primærrute 41, der går mellem Sønderjyske Motorvej E45 og Sønderborg. 
Den åbnede den 29. juni 1998, og blev lavet for at få den tung trafik uden om byen.
Motortrafikvejen var indtil Sønderborgmotorvejen åbnede den 31. marts 2012, den primære vej til Sønderborgområdet. Men efter åbningen flyttede næsten alt trafikken ud på motorvejen, og aflastede dermed omfartsvejen for meget trafik.